# Червоненко, Андрей Кондратьевич
Андре́й Кондра́тьевич Черво́ненко (1918—1995) — советский тренер по боксу, Заслуженный тренер РСФСР, Заслуженный тренер СССР. Судья всесоюзной категории (1955).

## Биография
Родился в селе Времевка, которое ныне находится в Великоновосёлковском районе Донецкой области.
Боксом начал заниматься в ДСО «Наука».
В 1938 году призван в ряды Красной Армии. В 1939 году участвовал в боях на Халхин-Голе, с зимы 1939-го по 1940 год — в советско-финской войне, с 22 июня 1941 года — в Великой Отечественной войне. Был тяжело ранен в 1944 году, комиссован в звании младшего лейтенанта. Награждён орденом «Отечественной войны» 1 степени, медалями «За боевые заслуги» (1942) и «За победу над Германией в Великой Отечественной войне 1941—1945 гг.».
После лечения в госпитале поступил в ГЦОЛИФК, который окончил в 1948 году. Работал тренером в московских ДСО «Трудовые резервы», «Динамо», «Труд».
В период с 1952 по 1993 работал тренером в Спортклубе завода ЗИЛ. За это время подготовил 37 мастеров спорта, в том числе победителей и призеров чемпионатов СССР Сергея Ломакина, Бориса Дикова, Анатолия Хохлова.
Самых значительных успехов в своей тренерской карьере Андрей Червоненко достиг во время командировки на Кубу с 1969 по 1972 годы. Здесь он принимал непосредственное участие в подготовке сборной Кубы к Олимпийским Играм 1972 года в Мюнхене, на которой боксеры Кубы заняли 1 место в неофициальном командном зачете.
Червоненко много работал в этой стране с большим количеством спортсменов и тренеров разного уровня, в том числе и самого высшего. Один из его учеников — великий кубинский боксер Теофило Стивенсон.
По мнению самих кубинцев, вклад Андрея Кондратьевича в становлении кубинского бокса неоценим. Выдающийся кубинский тренер по боксу Альсидес Сагарра сказал в интервью:

У нас на Кубе до сих пор с признательностью и уважением вспоминают Андрея Червоненко, который возрождал наш бокс в конце 60-х — начале 70-х годов прошлого века. Ведь именно он воспитал гордость Кубы — трехкратного олимпийского чемпиона Теофило Стивенсона. А когда срок командировки подошел к концу — передал мне, рассмеявшись: «Главное — не испорть…» 
Вместе с заслуженным тренером РСФСР Михаилом Бедарским и боксерами заводской секции ЗИЛа, своими силами построил специализированный комплекс — Дворец бокса на Стадионе имени Эдуарда Стрельцова, который по достоинству оценили многие зарубежные боксеры, тренировавшиеся в нем во время Олимпийских Игр и Чемпионата Мира в Москве.
Андрей Червоненко многое успел сделать за свой жизненный путь спортсмена и спортивного наставника боксеров. Этот удивительный человек сделал многое для развития современного бокса. Хотя его прямое воздействие мало кому заметно, подготовка и техника тренировок, выработанная Червоненко, внесла значительный вклад в формирование современных тенденций единоборств.

## Награды и звания
- Орден «Отечественной войны» 1 степени.
- Орден «20 лет Кубинской революции»
- Судья Международного класса АИБА (1963)
- Заслуженный тренер РСФСР (1965)
- Заслуженный тренер СССР (1985)